# 上島一彦
上島 一彦（うえしま かずひこ、1958年〈昭和33年〉7月14日 - ）は、日本の政治家。大阪府箕面市長（1期）、大阪府議会議員（4期）、箕面市議会議員（2期）を務めた。

## 来歴
大阪府箕面市生まれ。大阪教育大学附属池田小学校、同附属池田中学校、雲雀丘学園高等学校、早稲田大学社会科学部卒業。学生時代から手伝っていた父の衣料品メーカーに就職し、20年間勤務する。
2000年、箕面市議会議員選挙に立候補し、初当選。2004年に再選。
2007年4月の大阪府議会議員選挙に自由民主党公認で立候補し、初当選。以後、府議を4期務める。
同年10月6日、日本会議の関連団体である「日本会議地方議員連盟」が結成された際、設立代表発起人に名を連ねた。日本会議大阪の北摂支部の総会では、憲法改正の決意表明を行うなど、右派の政治家として鳴らす。
2010年4月、大阪維新の会に参加。府議会議員団の幹事、政務調査役員、副政務調査会長、政調会長、副代表などを歴任した。
2020年8月23日に行われた箕面市長選挙に、大阪維新の会公認で立候補。他2候補を破って初当選した。
※当日有権者数：109,923人 最終投票率：49.34%（前回比：+3.06pts）
| 候補者名 | 年齢 | 所属党派     | 新旧別 | 得票数   | 得票率 | 推薦・支持              |
| -------- | ---- | ------------ | ------ | -------- | ------ | ----------------------- |
| 上島一彦 | 62   | 大阪維新の会 | 新     | 41,180票 | 79.74% |                         |
| 住谷昇   | 73   | 無所属       | 新     | 8,468票  | 16.40% | 日本共産党推薦          |
| 服部修   | 46   | 無所属       | 新     | 1,993票  | 3.86%  | NHKから国民を守る党推薦 |

2024年8月25日、箕面市長選の投開票が行われ、上島は前自民党府議の原田亮に敗れ落選した。維新としては結党以来初めて、公認した現職首長が敗れる事態となり、上島の2025年大阪・関西万博を巡る失言（後述）や万博会場の建設費の上振れ、維新が推薦した斎藤元彦兵庫県知事の内部告発文書問題などが影響したと報じられた。
※当日有権者数：110,678人 最終投票率：49.98%（前回比：+0.64pts）
| 候補者名 | 年齢 | 所属党派     | 新旧別 | 得票数   | 得票率 | 推薦・支持     |
| -------- | ---- | ------------ | ------ | -------- | ------ | -------------- |
| 原田亮   | 38   | 無所属       | 新     | 32,448票 | 59.51% |                |
| 上島一彦 | 66   | 大阪維新の会 | 現     | 18,309票 | 33.58% |                |
| 小林友子 | 76   | 無所属       | 新     | 3,768票  | 6.91%  | 日本共産党推薦 |

2025年2月26日、日本維新の会が実施する、同年夏の第27回参議院議員通常選挙大阪府選挙区の候補者の予備選挙に立候補を届け出た。3月10日、特別党員による電子投票の形で1次選考が行われ、上島は落選した。

## 人物
- 家族構成は、妻、長男（昭和63年生）、次男（平成3年生）[2]。
- 趣味は、旅行、スキー、まちづくり活動[2]。
- 衆議院議員の足立康史は、上島を「強さと優しさを兼ね備えた政治家」と評している[2]。

## 発言
- 2024年6月19日、上島は市議会で、日本共産党の名手宏樹市議が2025年大阪・関西万博へ子どもを無料招待する府の事業について、会場の安全面への懸念などから市内の子どもたちの参加を取りやめるよう質疑を行った後に、「万博行くなよ。出入り禁止や」とやじを飛ばした[13]。その後、名手が発言の撤回と謝罪を求める申し入れを行った[14]が、上島は20日、「首長として不適切な発言をした。今後は気をつける」と述べた一方で、「言ったことの責任はあるが、噓偽りのない発言なので撤回、謝罪はしない」「万博開催に悪影響を与えるようであれば、反省しないといけない」と述べた[15]。しかし、21日には一転して発言を撤回することを表明した。上島は同日午前に大阪維新の会代表の吉村洋文大阪府知事と面会しており、吉村から「万博に対してネガティブな印象を与えるのはよくない」と発言撤回を助言されたとしている[16]。